# MOZU
《MOZU》，為日本TBS電視台自2014年4月10日起至6月播出的週四晚間九點檔（週四電視劇場）及WOWOW自2014年6月22日起播出的週日晚間十點檔（連續劇W）。由西島秀俊主演。同年11月，宣布拍攝同名電影版，亦由西島秀俊主演。

## 概要
延續2012年制作《DOUBLE FACE》兩局合作電視劇後的第2部。
監督為《DOUBLE FACE》羽住英一郎繼續擔任，延用上作原班人馬製作。原作為逢坂剛小說《百舌吶喊的夜晚》（Mozu即為日語百舌鳥/伯勞鳥的說法）及《幻之翼》，TBS與WOWOW分別製作成《MOZU Season1～百舌吶喊的夜晚～》與《MOZU Season2～幻之翼～》。
取景自福岡縣北九州市各地與東京都、橫濱市，於北九州羽住與出演者有村架純訪問市長一幕。羽住還於北九州市拍攝《巨乳排球》、《Wild 7》等七部作品，任命「北九州市文化大使」。

## 登场角色

### 主要角色
仓木尚武（演出：西島秀俊）（香港配音：陳廷軒）
警視廳公安部特務第一課搜查官。階級警部。在恐怖襲擊炸彈爆炸中失去妻子千尋後，調査她的死亡真相。他總是冷靜而毫不猶豫調查，是公安部王牌。
明星美希（演出：真木陽子）（香港配音：朱妙蘭）
警視廳公安部公安第二課搜查官。階級巡査部長。恐怖襲擊炸彈爆炸時在現場附近，後來依津城指示與倉木和大杉蒐集情報。
大杉良太（演出：香川照之）（香港配音：李錦綸）
警視廳刑事部搜查第一課搜查官。階級警部補。向來直來直往的熱血漢子，對於無視刑事部警告擅自進行調查的倉木相當厭惡。

### 警察相關人物
津城俊辅（演出：小日向文世）（香港配音：張炳強）
警察廳警務局的特別監察官，負責內部調査。階級警視正。
鸣宫启介（演出：伊藤淳史）（香港配音：陳卓智）
警視廳台東警察署入谷交替勞動警察官，階級巡査長。警察內外的情報通，大杉的合作夥伴。

### 雅典娜保安局（Athena Security）
新谷和彥（演出：池松壯亮）（香港配音：李凱傑）
職業殺手。恐怖爆炸案發生時不知去向，被發現時已失去記憶。
东和夫（演出：長谷川博己）（香港配音：陳欣）
公司董事、高級顧問。

### 轟炸事件關係者
仓木千寻（演出：石田百合子）（香港配音：陸惠玲）
在恐怖爆炸案中身亡，倉木之妻。前警視廳公安部搜查員。

## 電視劇

### 第一季

#### 警視廳公安部
村西悟（演出：阿部力）（香港配音：張方正）
若松忠久（演出：戸田昌宏）（香港配音：蕭徽勇）
公安第二課課長，階級警視。
室井玄（演出：生瀨勝久）（香港配音：朱子聰）
公安部部長，階級警視監。倉木的上司。也是倉木之妻的前上司，和她是前男女友關係。

#### 警視廳刑事部搜查第一課
加藤（演出：平山祐介）（香港配音：鄧志堅）
向井（演出：五刀剛）（香港配音：鍾見麟）
村瀨 龍臣（演出：鶴見辰吾）（香港配音：葉振聲）

#### 警察相關人物
大和田（演出：津嘉山正種）（香港配音：馮志輝）
警察廳長官。
河村（演出：大鷹明良）（香港配音：馮錦堂）
警視廳幹部。

#### 雅典娜保安局（Athena Security）
中神甚（演出：吉田鋼太郎）（香港配音：林保全）
武術顧問。頭腦明晰的武鬥派，在東的內部工作。
赤井信輝（演出：田口浩正）（香港配音：劉奕希）
中神的部下。
里村（演出：村杉蟬之介）（香港配音：馮錦堂）
受中神委託殺害新谷的殺手。
黑木（演出：田久保宗稔）（香港配音：林國雄）
中神的助理。
及川（演出：深水元基）
櫻樹（演出：松本實）
白石（演出：渡邊紘平）
朝岡（演出：橋本禎之）
美竹（演出：青木健）
小林（演出：中松俊哉）
取石（演出：青木哲也）
南波（演出：藤井祐伍）
上記8名受中神的命令，消除敵方的全勤部隊。

#### 轟炸事件關係者
筧俊三（演出：田中要次）（香港配音：劉昭文）
自由作家。網絡恐怖主義組織「寄生蟲網」的日本支部幹部。
來栖利理（演出：奧貫薰）（香港配音：梁少霞）
千尋的友人。心理輔導員。
南貴之（演出：染谷将太）（香港配音：張裕東）
美雪（演出：大川春菜）

#### 其他
中岛葵美（演出：有村架純）（香港配音：黃昕瑜）
自由記者。為了替新谷恢復記憶，將他的事蹟公佈市區的廣告網站上。
森原健吾（演出：瑳川哲朗）（香港配音：盧國權）
內閣官房長官。
明星香織（演出：音月桂）（香港配音：黃瑩瑩）
美希的妹妹。獸醫。
倉木雫（演出：小泉彩）
尚武與千尋的女兒。
明星杏珠（演出：篠川桃音）
明星胡桃（演出：平澤宏宏路）
以上兩人為香織的女兒。
寺門守（演出：品川徹） （香港配音：陳曙光）
新谷那時上北九州市立琴原小學的警衛。
大杉惠子（演出：堀內敬子）（香港配音：蔡惠萍）
大杉的妻子。與丈夫見面吵架不斷，女兒的感受與丈夫分居。
大杉惠美（演出：杉咲花）（香港配音：葉曉欣）
大杉的女兒。因同學母親的案件由父親負責，認為父親沒有盡力辦案而與父親產生嫌隙。
室井 凜（演出：友寄蓮）
室井的女兒。由於一宗交通意外，處於植物人狀態持續無法恢復。每週五室井玄都去看女兒。
阿卜杜拉·塔拉基(Abdullah Taraki)（演出：艾哈邁德·阿里(Ahmad Ali)）
Saldonia共和國總統。是通過日本石油貿易協議協商確定，企圖針對公安省就職與日本警察的組織變革的性命。

##### 客串
第一話
鳥居（演出：有福正志）（香港配音：黃子敬）
鳥居綜合醫院院長。新谷的醫生。
千葉（永岡卓也）（香港配音：麥皓豐）
「寄生蟲網」幹部。
瞳（藤原令子）
赤井聘用的助手，在醫院外監視新谷。
第二話
桑野泰子（演出：上地春奈）（香港配音：伍秀霞）
新谷以前住園地「瀧野川Square」管理人。
山吹（演出：金替康博）（香港配音：張錦江）
警視廳指定療養施設心理輔導員。
幸惠（演出：楊原京子）（香港配音：梁少霞）
美雪的母親。
第四話
金田（演出：澀川清彥）（香港配音：劉昭文）
記者。
第十話
阿卜杜拉・孟尼耳(Abdullah Monir)（演出：佩格拉亞・亞歷珊卓(Pegraya Alexander)）
阿卜杜拉・莎瑪(Abdullah Salma)（演出：佐藤索菲亞(ソフィア佐藤)）
上記兩名為與塔拉基總統來日本的家人。

### 第二季

#### 警視廳公安部
池泽清春（演出：佐野史郎）（香港配音：盧國權）
公安部長，階級警視監。
落合（演出：出合正幸）
外事課搜查官。

#### 格魯基布共和国轟炸事件關係者
名波汐里（演出：蒼井優）（香港配音：張頌欣）
自由作家。
切爾可夫（演出：謝爾蓋・庫阿夫(Sergei kwaf)）
日本潛入工作員。

#### 客串
第3話
松葉志保（演出：池谷伸枝）（香港配音：林丹鳳）
森原後任獲取新內閣官房長官職位。
巴沙赫夫（演出：尚玄）
俄羅斯恐怖組織“Alhad”的恐怖分子。
第4話
思莫魯夫（演出：拉茲‧布拉扎爾(Raz Blazer)）
聯邦安全局（FSB）諜報員。

### 番外篇

#### 登場人物
- 杉咲花
- 鶴見辰吾
- 馬場徹

破碎的過去篇
- 桐谷健太
- 早見朱莉
- 浦井健治

美麗的目標篇
- 飯島直子
- 片桐入
- 水崎綾女

### 幕後團隊
- 原作 - 逢坂剛《百舌吶喊的夜晚》《幻之翼》（集英社文庫刊）
- 劇本 - 仁志光佑
- 音樂 - 菅野祐悟
- 導演 - 羽住英一郎
- 副導演 - 川村直紀
- 助理導演 - 片桐健滋
- 標題 - 津田輝王、關口里織
- 插圖動畫 - 坂本サク
- 特殊化妝 - 田中玲伊子
- 動作指導 - 諸鍛冶裕太
- 汽車特技 - 雨宮正信、野呂真治、川上敏夫、田中尋之、佐藤憲
- 操演、特殊效果 - 宇田川幸夫
- 特技與動作 - 青木哲也、石井靖見、橫田遼、塚田知紀、高木英一、澤江晃史、向田翼、渡邊隼斗、つちださゆり（Japan Action Enterprise）
- 槍枝使用指導 - 納富貴久男
- 警察監修 - 古谷謙一
- 空手指導 - 觀己流護身術空手、永島謙宗
- 醫療監修 - 堀エリカ
- 醫療指導 - 內崎西作
- 取材協力 - 朝日新聞社、住本祐寿
- 特別協力 - 北九州市、井筒屋
- 制作表 - 新澤彰子
- 責任製作 - 古屋厚、道上巧矢
- 編成 - 前田麻友、口垣內徹、宮田徹、中薗慶子
- 執行製作 - 津村昭夫、牧野力
- 製片人 - 渡邊信也（TBS）、井上衛（WOWOW）、森井輝（ROBOT）
- 助理製作人 - 飯田美保、下鳥真沙、國枝菜穗子
- 製作協助 - ROBOT
- 製作 - WOWOW、TBS

### 獎項
- 2014年銀河賞7月度月間賞
- 2014年東京國際戲劇節
  - 作品優秀賞（連續劇部門）
  - 最佳男配角：吉田鋼太郎
  - 特別賞：北九州Film Commission（日语：北九州フィルム・コミッション）（支援《MOZU》等電視劇劇組的地方製片團體）

### 放送日程

#### Season1
| 各話                                                      | 放送日期 | 日文標題 | 中文標題                                                    | 收視率 |
| --------------------------------------------------------- | -------- | -------- | ----------------------------------------------------------- | ------ |
| Episode #1                                                | 4月10日  |          | 發生在都市中心的炸彈事件...失去妻子王牌公安VS失去記憶的殺手 | 13.3%  |
| Episode #2                                                | 4月17日  |          | 殺手的記憶與妹妹之謎                                        | 12.8%  |
| Episode #3                                                | 4月24日  |          | 男人的傷疤與家人的記憶                                      | 10.9%  |
| Episode #4                                                | 5月01日  |          | 刑警的傲慢...父女的羈絆                                     | 10.3%  |
| Episode #5                                                | 5月08日  |          | 接近魔掌大白天的鏖戰                                        | 10.1%  |
| Episode #6                                                | 5月15日  |          | 殺手復活...妹妹的身份是                                     | 09.9%  |
| Episode #7                                                | 5月22日  |          | 倉木VS百舌 謎之女的身分在最後震驚的真相                     | 08.7%  |
| Episode #8                                                | 5月29日  |          | 主謀透露妻子的真偽...                                       | 10.3%  |
| Episode #9                                                | 6月05日  |          | 倉木VS東...百舌的反撲...秩序消失                            | 07.7%  |
| Episode #10                                               | 6月12日  |          | 最後對決 目標機場的炸彈...倉木追隨得到真相                  | 13.8%  |
| 平均收視率 10.78%（收視率由關東地區・Video Research調查） |          |          |                                                             |        |

#### Season2
| 各話                                                     | 放送日期 （WOWOW） | 放送日期 （TBS） | 日文標題 （TBS） | 中文標題                                                       | 收視率 |
| -------------------------------------------------------- | ------------------ | ---------------- | ---------------- | -------------------------------------------------------------- | ------ |
| Episode #1                                               | 6月22日            | 10月16日         |                  | 公安部王牌正孤軍奮戰追逐妻子的死亡之謎... 空白的72小時發生什麼 | 8.4%   |
| Episode #2                                               | 6月29日            | 10月23日         |                  | 百舌復活...而它的真面目是                                      | 5.6%   |
| Episode #3                                               | 7月06日            | 10月30日         |                  | 倉木逃亡...為努力了解真相...                                   | 5.9%   |
| Episode #4                                               | 7月13日            | 11月6日          |                  | 扭曲的真相...永不停止的倉木在黑暗奔馳                          | 4.6%   |
| Final Episode                                            | 7月20日            | 11月13日         |                  | 最終回…被雪掩蓋的祕密設施                                      | 6.7%   |
| 平均收視率 6.24%（收視率由Video Research於關東地區統計） |                    |                  |                  |                                                                |        |

## 電影
《MOZU》，此片改編自同名電視劇《MOZU》，TBS電視台於2014年11月13日第二季電視劇「幻之翼」最終回播出後，於官方網站宣布拍攝電影版，並由原班人馬演出，2015年上映。

### 登场角色
- 達摩：北野武
- 權藤：松坂桃李
- 高柳：伊勢谷友介

### 製作團隊
- 原作：逢坂剛《百舌》系列（集英社文庫）
- 編劇：仁志光佑
- 導演：羽住英一郎
- 配樂：菅野祐悟
- 攝影：江崎朋生
- 照明：三善章譽
- 錄音：柳屋文彦
- 美術：北谷岳之
- 裝飾：小山大次郎
- 視覺效果：小田一生
- 編集：西尾光男
- 選曲：藤村義孝
- 音效：豬俣泰史
- 副導演：川村直紀
- 制作擔當：中島勇樹
- 發行：東寶
- 製作公司：ROBOT
- 馬尼拉外景製作公司：Image Field、Philippine Film Studios
- 製作幹事：TBS電視台、WOWOW
- 製作：劇場版「MOZU」製作委員會（TBS電視台、WOWOW、ROBOT、東寶、CBC電視台、毎日放送、RKB毎日放送、KDDI、JR東日本企劃、集英社、北海道放送、GYAO!、TC Entertainment）

## 腳註
1. . www.zoommovie.com.   [2025-02-04] （en-my）.
2. 1 2  .   [2014-11-14]. （原始内容存档于2020-09-25）.
3. 1 2 3  . TBS.   [2013-12-19].
4. ↑  . ROBOT.   [2013-12-19]. （原始内容存档于2013-12-19）.
5. ↑  . . 2013-11-06  [2013-12-03].
6. ↑  . TBS. 2013-11-05  [2014-01-10].
7. ↑   （页面存档备份，存于）
8. ↑  坂本太郎. . THE REAL LIVE WEB. 2014-06-03  [2014-06-04]. （原始内容存档于2014-06-07）.
9. ↑  .   [2014-11-14]. （原始内容存档于2020-11-30）.

## 外部連結
- （日語）TBS第一季官方網站
- （日語）WOWOW第二季官方網站
- （日語）TBS 番外篇 大杉探偵事務所官方網站
- （日語）WOWOW 番外篇 大杉探偵事務所官方網站
- （繁體中文）【八大戲劇台】TBS 4/10起放送新日劇 八大挑戰同日首播
- （繁體中文）【八大戲劇台】官方網站

## 節目的變遷
| 日本TBS 週四電視劇場（） 星期四 21:00 | 日本TBS 週四電視劇場（） 星期四 21:00                 | 日本TBS 週四電視劇場（） 星期四 21:00 |
| ------------------------------------- | ----------------------------------------------------- | ------------------------------------- |
|                                       | Season1〜百舌吶喊的夜晚〜 （2014.04.10 - 2014.06.12） |                                       |
| Dr.DMAT （2014.01.09 - 2014.03.20）   | 同窗生〜人三次戀愛〜 （2014.07.10 - 2014.09）         |                                       |

| 日本WOWOW 連續劇W 星期日 22:00                                                      | 日本WOWOW 連續劇W 星期日 22:00                | 日本WOWOW 連續劇W 星期日 22:00 |
| ----------------------------------------------------------------------------------- | --------------------------------------------- | ------------------------------ |
|                                                                                     | Season2〜幻之翼〜 （2014.06.22 - 2014.07.20） |                                |
| 特搜 22:00 （2014.05.11 - 2014.06.08） 馬賽克日本 23:00 （2014.05.18 - 2014.06.15） | 東野圭吾「變身」 （2014.07.27 - 2014.08.24）  |                                |

| 臺灣 八大戲劇台 週四 23:00 · 6月12日 00:00 | 臺灣 八大戲劇台 週四 23:00 · 6月12日 00:00 | 臺灣 八大戲劇台 週四 23:00 · 6月12日 00:00 |
| ------------------------------------------ | ------------------------------------------ | ------------------------------------------ |
|                                            | 吶喊正義 （2014.04.10 - 2014.06.12）       |                                            |
| 不懂女人                                   | 不懂女人                                   |                                            |

| 香港 無綫網絡電視煲劇1台 星期六 14:00-16:00及18:30-20:30 | 香港 無綫網絡電視煲劇1台 星期六 14:00-16:00及18:30-20:30                        | 香港 無綫網絡電視煲劇1台 星期六 14:00-16:00及18:30-20:30 |
| -------------------------------------------------------- | ------------------------------------------------------------------------------- | -------------------------------------------------------- |
|                                                          | 百舌吶喊的夜晚 （2014.10.25 - 2014.11.29）MOZU 2 幻之翼 （2014.11.29 - 2014.12.13） |                                                          |
| （2014.09.13 - 2014.10.18）                              | （2014.12.20 - 2015.01.24）                                                     |                                                          |